# Кайо Панталеан
Кайо Панталеан (порт. Kaio Pantaleão, нар. 8 вересня 1995, Араракуара) — бразильський футболіст, півзахисник російського клубу «Краснодар». Виступав також за клуби «Атлетіку Паранаенсе» та «Санта-Клара».

## Ігрова кар'єра
Кайо Панталеан народився 1995 року в місті Араракуара, та є вихованцем футбольної школи клубу «Ферровіарія». Професійну футбольну кар'єру розпочав 2014 року в основній команді того ж клубу, а за рік керівництво клубу відправило футболіста в оренду до клубу «Атлетіку Паранаенсе». У 2016 році футболіст повернувся до клубу «Ферровіарія».
У 2017 році Кайо уклав контракт з португальським клубом «Санта-Клара», у складі якого грав до 2019 року, та став у ньому гравцем основного складу.
У 2019 році Кайо Панталеан став гравцем російського клубу «Краснодар». Станом на 12 листопада 2024 року відіграв за краснодарську команду 87 матчів в чемпіонаті країни.

## Титули і досягнення
- Чемпіон Росії (1):

«Краснодар»: 2024-25